# Don Peake
Don Peake (Los Angeles, 7 juni 1940) is een Amerikaanse gitarist en filmcomponist.

## Biografie
Don Peakes carrière als muzikant begon in 1961 als gitarist van The Everly Brothers. In 1964 ging hij als eerste blanke gitarist op tournee met het legendarische Ray Charles Orchestra voor 10 jaar. Tijdens deze periode werd hij verder opgeleid op de gitaar door Barney Kessel, Howard Roberts en Joe Pass. In Los Angeles werd hij snel tot een van de meest gevraagde gitaristen, die samenwerkte en produceerde met Jan & Dean, The Mamas and the Papas, Sonny & Cher en The Beach Boys.

## Filmografie
- 1976: Moving Violation
- 1976: In the Region of Ice (korte film)
- 1977: Bad Georgia Road
- 1977: The Hills Have Eyes
- 1977: Black Oak Conspiracy
- 1979: Walk Proud
- 1979: Strange Fruit
- 1981: Violet (korte film)
- 1983–1986: Knight Rider (tv-serie, 72 afleveringen)
- 1984: The Prey
- 1990: Modern Love
- 1991: The People Under the Stairs
- 1994: The Dangerous
- 1995: Lunarcop
- 1995: Codename: Silencer
- 1995: Hard Justice

- Biblioteca Nacional de España: XX848689
- Bibliothèque nationale de France: cb13948565v (data)
- International Standard Name Identifier: 0000 0001 1468 4034
- Library of Congress Control Number: n92089306
- MusicBrainz: 2e3cd3f7-9b2d-4e4a-b324-a03b0fbffb6f
- Système universitaire de documentation: 185611389
- Virtual International Authority File: 17413385
- WorldCat: E39PBJtxh9T3jKQPyX8b3mqfbd